# Ричленд (округ, Вісконсин)
Шаблон:StateAbbr_ 43°23′ пн. ш. 90°26′ зх. д. / 43.38° пн. ш. 90.43° зх. д.
 Ричленд (англ. Richland County) — округ (графство) у штаті  Вісконсин. Ідентифікатор округу 55103.

## Історія
Округ утворений 1850 року.

## Демографія
За даними перепису 
2000 року 
загальне населення округу становило 17924 осіб, зокрема міського населення було 4972, а сільського — 12952.
Серед них чоловіків — 8882, а жінок — 9042. В окрузі було 7118 домогосподарств, 4833 родин, які мешкали в 8164 будинках.
Середній розмір родини становив 3,01.
Віковий розподіл населення поданий у таблиці:
| Стать    | До 15 років | 15-21 | 22-29 | 30-39 | 40-49 | 50-65 | 65-85 | Понад 85 |
| -------- | ----------- | ----- | ----- | ----- | ----- | ----- | ----- | -------- |
| Чоловіки | 1874        | 980   | 742   | 1121  | 1469  | 1427  | 1140  | 129      |
| Жінки    | 1753        | 903   | 656   | 1153  | 1385  | 1377  | 1504  | 311      |

## Суміжні округи
- Вернон — північ
- Сок — схід
- Айова — південний схід
- Грант — південний захід
- Кроуфорд — захід

## Виноски
1. ↑  U.S. Decennial Census. United States Census Bureau. Архів оригіналу за 26 квітня 2015. Процитовано 8 серпня 2015.
2. ↑  Historical Census Browser. University of Virginia Library. Архів оригіналу за 11 серпня 2012. Процитовано 8 серпня 2015.
3. ↑  Forstall, Richard L., ред. (27 березня 1995). Population of Counties by Decennial Census: 1900 to 1990. United States Census Bureau. Архів оригіналу за 18 липня 2015. Процитовано 8 серпня 2015.
4. ↑  Census 2000 PHC-T-4. Ranking Tables for Counties: 1990 and 2000 (PDF). United States Census Bureau. 2 квітня 2001. Архів оригіналу (PDF) за 18 грудня 2014. Процитовано 8 серпня 2015.
5. ↑  State & County QuickFacts. United States Census Bureau. Архів оригіналу за 17 липня 2011. Процитовано 23 січня 2014.(англ.) Наведено за англійською вікіпедією.
6. ↑  American FactFinder. Бюро перепису населення США. Архів оригіналу за 26 лютого 2012. Процитовано 31 січня 2008.

| США | Це незавершена стаття з географії США. Ви можете допомогти проєкту, виправивши або дописавши її. |